# Lampona olga
Lampona olga là một loài nhện trong họ Lamponidae. Loài này được phát hiện ở het Noordelijk Territorium.